# Moi, Pierre Rivière, ayant égorgé ma mère, ma soeur et mon frère...
Moi, Pierre Rivière, ayant égorgé ma mère, ma soeur et mon frère... (em português:  Eu, Pierre Rivière, que Degolei Minha Mãe, Minha Irmã e Meu Irmão...) é um filme francês de drama de 1976, dirigido por Christine Lipinska.

## Enredo
O filme é baseado em documentos compilados pelo filósofo francês Michel Foucault, publicados em seu livro homônimo. A história se passa em uma aldeia da Normandia em 1835, quando um jovem, Pierre Rivière, assassinou sua mãe, irmã e irmão antes de fugir para o campo.
Com um elenco que inclui moradores locais, o filme usa encenações detalhadas e historicamente precisas para criar uma atmosfera intensa e perturbadora. O crime e o julgamento resultante são recontados a partir de perspectivas variadas, incluindo a confissão de Pierre. O resultado é uma narrativa complexa que questiona a verdade e a história.

## Elenco
- Jacques Spiesser - Pierre Rivière
- André Rouyer - Le président du tribunal
- Max Vialle - François Lecomte
- Francis Huster - L'avocat de la défense
- Michel Robin - Le père
- Thérèse Quentin - La mère
- Mado Maurin - La grand-mère
- Marianne Epin - Victoire (como Marianne Épin)
- Isabelle Huppert - Aimée
- Vincent Ropion - Pierre enfant
- Claude Bouchery - Le premier médecin
- Michel Delahaye - Le second médecin
- Roger Jacquet - Le bûcheron
- François Dyrek - L'homme de la battue
- Patrick Floersheim - Le curé